# 哀愁交差点
「哀愁交差点」（あいしゅうこうさてん）は、日本のバンド、ジャパハリネットの楽曲で、メジャー1枚目（通算3枚目）のシングル。2004年1月21日に発売（発売元はTOY'S FACTORY、品番は「TFCC-89091」）。
メジャーデビューシングルであり、アルバム『現実逃走記』の先行シングルとして発売。シングルとしては唯一オリコンチャートトップ10入りを果たし、累計売り上げは15万枚を記録。前作「烈の瞬」に次ぐ2番目のヒットとなった。
今作の発売から2週後の2月6日、テレビ朝日系の音楽番組『ミュージックステーション』に出演し、「哀愁交差点」を生演奏した。なお、これがゴールデンタイムへの初出演となった。

## 収録曲
- 全作詞・作曲:鹿島公行[8][9][10]

1. 哀愁交差点 [3:38][2]
2. 崩れた未来の隙間から [3:33][2]
3. わすれな小唄 [2:14][2]

## 収録アルバム
オリジナル
- 『現実逃走記』 (#1,3)[11]
  - #3は「ワスレナコウタ」の名で、バンドサウンドにアレンジしたバージョンが収録（原曲はアコースティック・ギターによるバージョン）[11]。

ベスト
- 『天国ベスト〜BEST FIRE OF HEAVEN〜』 (#1)